# Чернопёрый групер
Чернопёрый групер, или кабрилья, или красный каменистый окунь (лат. Epinephelus guttatus), — вид лучепёрых рыб из семейства каменных окуней (Serranidae) отряда окунеобразных. Распространены в западной части Атлантического океана. Максимальная длина тела 76 см. Протогинические гермафродиты.

## Описание
Тело массивное, овальное на поперечном разрезе, покрыто ктеноидной чешуёй. Высота тела меньше длины головы, укладывается 2,7—3,1 раза в стандартную длину тела. Длина головы в 2,3—2,4 раза меньше стандартной длины тела. Межглазничное пространство выпуклое. Предкрышка закруглённая, с мелкими зазубринами, угловая зазубрина не увеличенная. Подкрышечная и межкрышнечная кости гладкие. Задние ноздри крупнее передних. На верхней части жаберной дуги 8—9 жаберных тычинок, а на нижней части 16—18. Длинный спинной плавник с 11 жёсткими колючими лучами и 15—16 мягкими лучами; третий и четвёртый колючие лучи несколько длиннее остальных. Мембраны между колючими лучами надрезаны и образуют короткий флажок над кончиком каждого луча. Анальный плавник с 3 жёсткими и 8 мягкими лучами. Грудные плавники с 16—18 мягкими лучами, длиннее брюшных плавников. Брюшные плавники не достигают анального отверстия; их основания располагаются под основаниями грудных плавников. Хвостовой плавник закруглённый. Боковая линия с 62—73 чешуйками. Вдоль боковой линии 92—104 рядов чешуи.

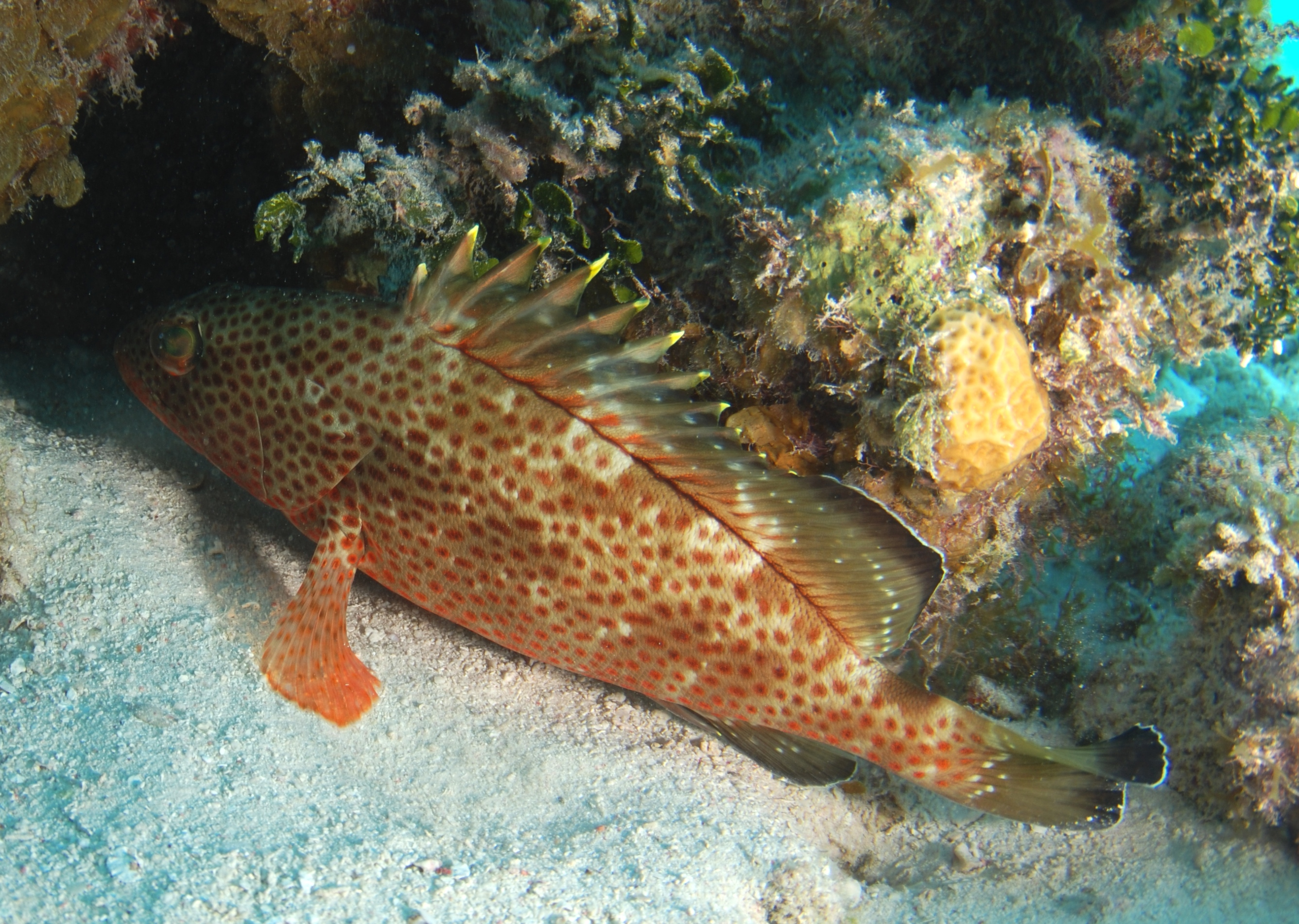

Общая окраска тела и головы бурая, зеленовато-беловатая или бледно красновато-коричневая. Брюхо более светлое. Голова и тело покрыты ярко-красными пятнами; пятна на спине красновато-коричневые. Колючая часть спинного плавника оливкового цвета с жёлтыми кончиками лучей. Мягкая часть спинного плавника, анальный и хвостовой плавники оливкового цвета с чёрной полосой вдоль белого края. Грудные плавники бледные оранжево-красные с более тёмными красными пятнами у основания. Брюшные плавники окрашены так же как тело, но более тёмные в задней части и вдоль переднего края. Седловидное пятно на хвостовом стебле или у основания спинного плавника отсутствует.
Максимальная длина тела 76 см, а масса 25 кг.

## Биология
Морские бентопелагические рыбы, обитают в прибрежной зоне у коралловых рифов и над скалистыми грунтами на глубине от 2-х до 100 м. Ведут одиночный образ жизни, территориальные. В нерестовый период образуют скопления. Обычно несколько самок плавают или отдыхают вблизи дна на определённой территории, а самец защищает границы данной территории от других самцов. Максимальная продолжительность жизни 22 года.

### Питание
Питаются ракообразными (крабы, креветки, лангусты), рыбами (преимущественно губановые и ронковые) и осьминогами. Добычу поглощают целиком (открывают рот и быстро расширяют жаберные крышки, чтобы втянуть поток воды вместе с пищей).

### Размножение
Как и большинство представителей рода чернопёрый групер является последовательным протогиническим гермафродитом. В начале жизненного цикла все особи представлены исключительно самками, а затем часть взрослых рыб меняет пол и становится самцами. Самки впервые созревают при длине тела 24—25 см. Смена пола происходит при длине тела 32—38 см, хотя встречались самцы длиной 26 см. Все особи длиннее 50 см представлены самцами. Оплодотворение наружное. 
Нерестятся в декабре — марте с пиком в январе. Начало нереста наблюдается за несколько дней до полнолуния. Плодовитость варьируется от 97 до 526 тысяч икринок, по другим данным достигает 3 млн икринок. Икра и личинки пелагические. Икринки почти сферической формы, диаметром около 1 мм, прозрачные; с одной жировой каплей. Инкубационный период продолжается 27 часов при 26,5 °С и 31 ч при 25,5 °С

## Ареал
Распространены в западной части Атлантического океана от Северной Каролины вдоль побережья США до Бермудских и Багамских островов; в Мексиканском заливе и Карибском море.

## Взаимодействие с человеком
Чернопёрый групер существенно мельче других представителей рода, однако является одним из промысловых видов в Карибском бассейне. Уловы в 2010-х годах варьировались от 160 до 250 тонн. Ловят ярусами, ловушками и с помощью гарпунов. Отмечены случаи заболевания сигуатерой.